# Проспект Мира (Киев)
Проспект Мира — проспект в Днепровском районе Киева, жилой массив Соцгород.
Пролегает от Дарницкой площади до бульвара Верховного Совета. Возник в 1-й трети XX века. Был частью улицы Третьего Интернационала, в 1955—1961 годах — улица Дружбы народов. Выделен в самостоятельную улицу под современным названием в 1961 году.
Примыкают: проспект Соборности — улица Григория Чупринки — проезд (без названия) до улицы Строителей — улица Тампере.
Протяжённость проспекта 1,1 км.

## Географические координаты

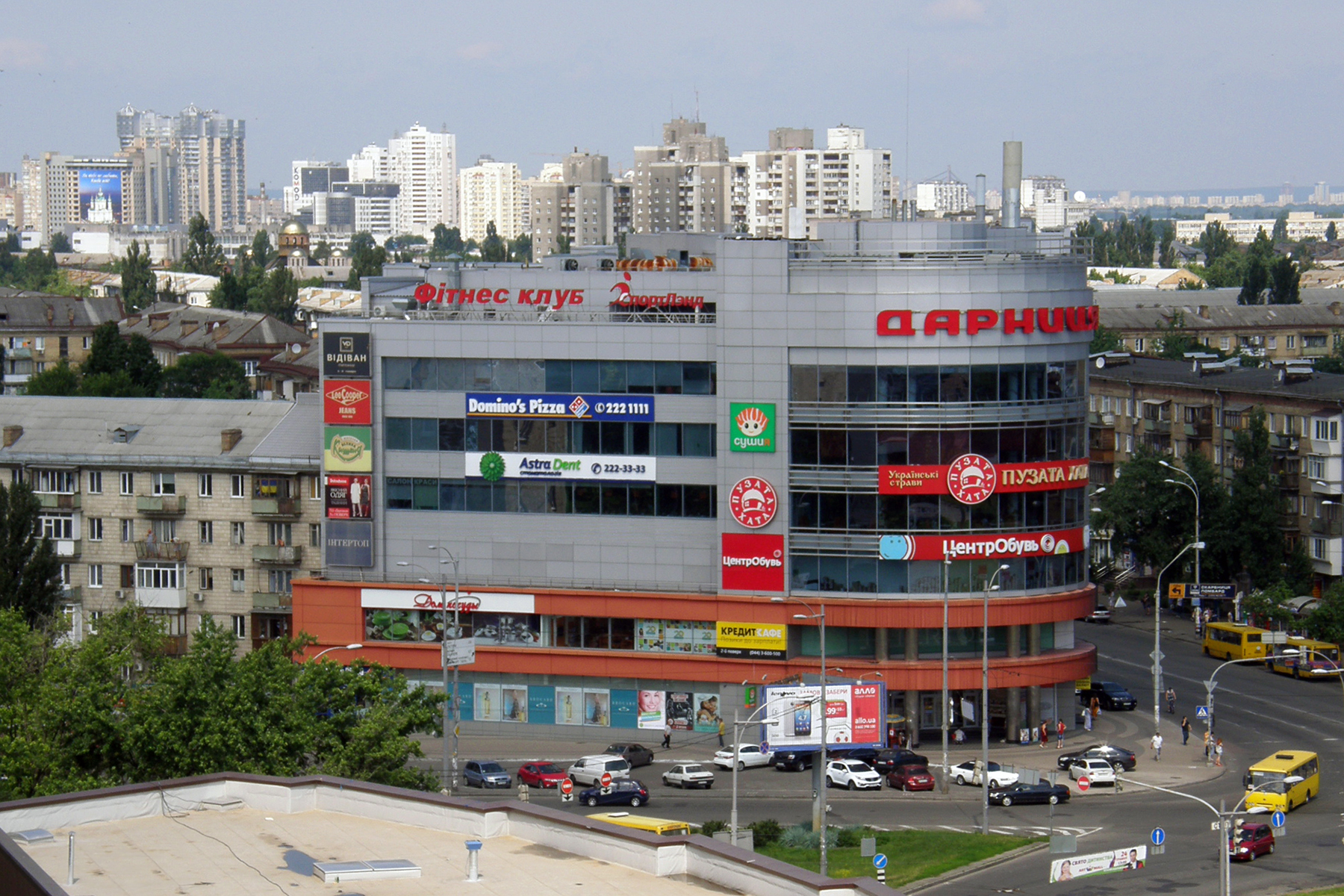
№ 1 — универмаг «Дарница» (1963—1965, 2007)

Координаты начала 50°26′32″ с. ш. 30°37′30″ в. д.
Координаты конца
50°26′46″ с. ш. 30°36′39″ в. д.